# 城巴75線
城巴75線是香港島一條來往深灣和中環（交易廣場）的路線，是黃竹坑居民來往灣仔、金鐘及中環上下班的主要的路線，祇於星期一至五繁忙時間提供服務。

## 歷史
- 1982年3月15日：配合香港仔隧道通車而投入服務，當時為黃竹坑邨←→中環。
- 1993年9月1日：改由城巴營辦，全線採用新加坡二手利蘭亞特蘭大巴士行走。
- 2003年6月1日：除平日早上繁忙時間由中環開出班次外，其餘班次及假日所有班次延長至深灣雅濤閣。
- 2007年8月20日：因黃竹坑邨居民全面遷出，所有班次均延長至深灣。
- 2010年7月26日：為改善下午繁忙時間香港仔隧道收費廣場巴士站的擠塞情況，逢星期一至五（公眾假期除外）由17:00至19:00由深灣開出的班次不停香港仔隧道收費廣場巴士站。
- 2017年12月15日：增設實時抵站時間查詢服務。
- 2018年9月30日：南朗山道的南朗山道巴士總站啟用及黃竹坑臨時巴士總站關閉，往中環方向遷移至陳白沙紀念中學。[1]
- 2020年12月21日：受疫情影響，黃竹坑和中環尾班車分別提早至21:00和22:00。[2]2021年3月11日起改為來回尾班車提早至22:00，直至2021年7月1日。[3]
- 2021年8月2日：星期一至六09:00或之前往深灣之班次改經告士打道及堅拿道天橋，不經金鐘站及灣仔一帶。[4]
- 2022年1月17日：受疫情影響，黃竹坑和中環尾班車分別提早至19:55和19:50。[5]
- 2023年9月11日：改為只於星期一至五繁忙時間提供服務。[6]

## 服務時間及班次
- 星期一至五：
  - 深灣開：07:00、07:30、08:00、08:30
  - 中環（交易廣場）開：17:20、17:50、18:20、19:00

星期六、日及公眾假期不設服務

## 收費
全程：$6.1
- 過香港仔隧道後往中環（交易廣場）：$4.4
- 過香港仔隧道後往深灣：$3.9

| - 本線設有12歲以下小童及65歲或以上長者半價優惠。 - 65歲或以上香港居民使用「樂悠咭」，以及12歲以下合資格殘疾兒童使用「殘疾人士身份」個人八達通繳付車資，均可享有每程$2.0或半價（以較低者為準）的票價優惠；12至64歲合資格殘疾人士使用「殘疾人士身份」個人八達通（包括「樂悠咭」），以及60至64歲香港居民使用「樂悠咭」繳付車資，均可享有每程$2.0或全費（以較低者為準）的票價優惠。 - 65歲或以上長者如使用長者或一般個人八達通繳付車資，則只可享有半價優惠；12至64歲合資格殘疾人士如不使用「殘疾人士身份」個人八達通，以及60至64歲人士如不使用「樂悠咭」繳付車資，必須繳付全費。 - 乘客可以現金或八達通於上車時付款，不設找續。 - 每位成人乘客可免費攜帶最多兩名4歲以下而不佔座位的兒童乘客乘車，超額之4歲以下小童必須繳付小童車費乘車。 - 九龍巴士、城巴及龍運巴士全職員工及家屬（不包括外判職員）可免費乘搭本路線，惟必須拍職員或職員家屬八達通。 - 乘客亦可使用AlipayHK「易乘碼」、支付寶、WeChatHK／微信支付「搭車碼」、銀聯雲閃付「乘車碼」及BOC Pay「乘車碼」、具有感應式支付功能的VISA、Mastercard及銀聯卡，以及Apple Pay、Google Pay及Samsung Pay流動支付平台繳付車資。使用此支付方式的乘客可享有中途下車之分段收費，以及與其他城巴獨營路線或聯營線城巴班次之轉乘優惠，惟不適用於與非城巴路線之轉乘優惠。乘客亦不能享有「公共交通費用補貼計劃」及「長者及合資格殘疾人士公共交通票價優惠計劃」。 |

### 八達通轉乘優惠
乘客登上本線後指定時間內以同一張八達通卡轉乘以下路線，或從以下路線登車後指定時間內以同一張八達通卡轉乘本線，次程可獲車資折扣優惠：
75←→71、78
- 75往中環 → 71往中環，回贈首程車資，轉乘時限為60分鐘
- 71往黃竹坑 → 75往深灣，次程車資全免，轉乘時限為90分鐘
- 75往深灣 → 78往華貴邨，次程可獲$2.9折扣優惠，轉乘時限為90分鐘
- 78往黃竹坑 → 75往中環，次程可獲$2.9折扣優惠，轉乘時限為60分鐘

75←→A11
- 75往中環 → A11往機場，回贈首程車資，轉乘時限為90分鐘
- A11往北角碼頭 → 75往深灣，次程車資全免，轉乘時限為120分鐘

## 使用車輛
現時行走75線的車輛多為亞歷山大丹尼士Enviro500（81XX-84XX、91XX）及富豪B9TL（95XX）。

## 行車路線
深灣開經：深灣道、南朗山道、黃竹坑道、香港仔隧道、黃泥涌道、摩理臣山道、天樂里、軒尼詩道、金鐘道、皇后大道中、畢打街、康樂廣場及港景街。
中環（交易廣場）開經：干諾道中、夏愨道、紅棉路支路、金鐘道、添馬街、德立街、金鐘（東）公共運輸交匯處、樂禮街、金鐘道、軒尼詩道、分域街、莊士敦道、灣仔道、摩理臣山道、黃泥涌道、香港仔隧道、黃竹坑道、南朗山道、黃竹坑巴士總站、南朗山道及深灣道。

### 沿線車站

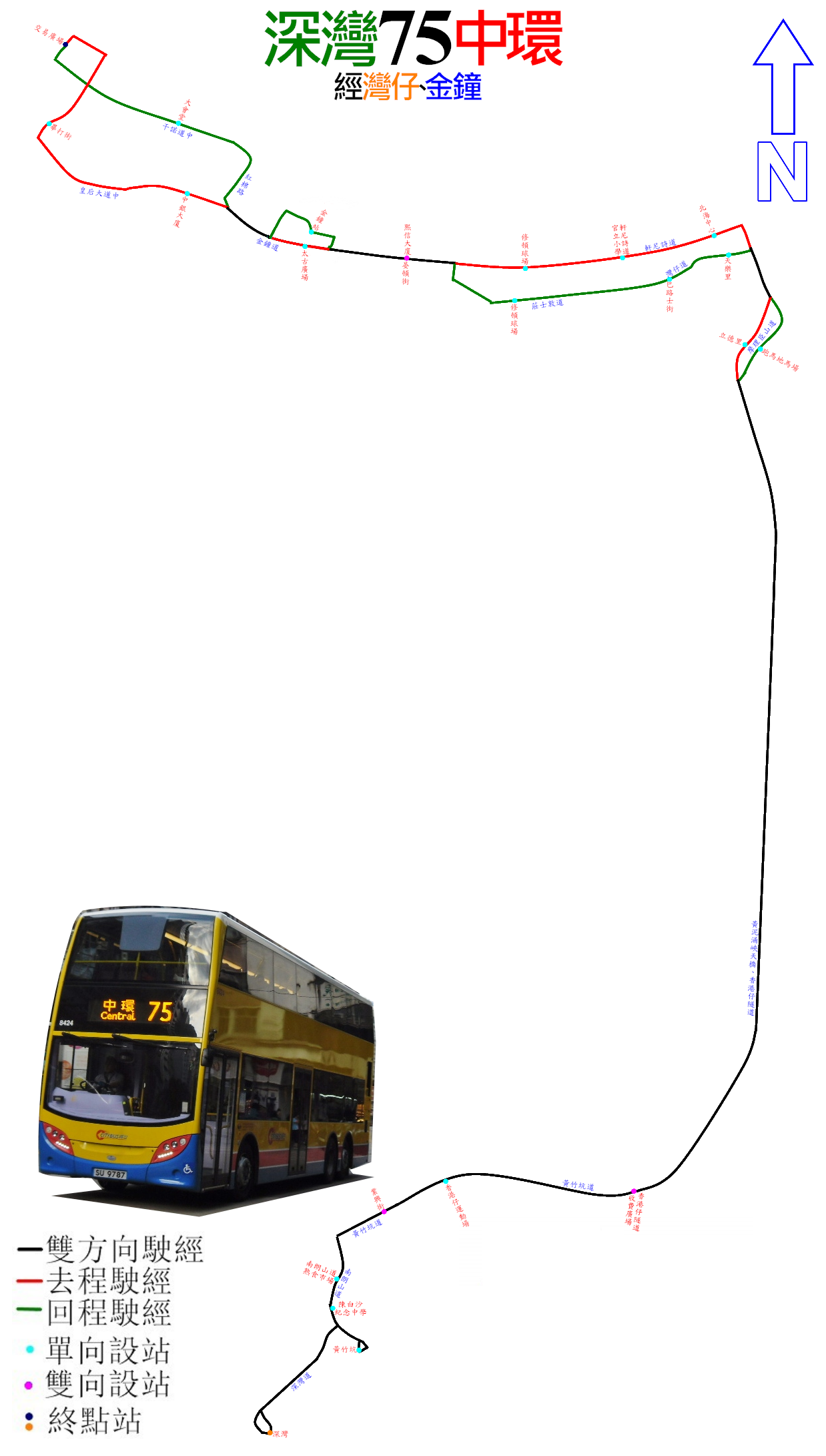
本線的走線圖

| 深灣開 | 深灣開               | 深灣開                   | 中環（交易廣場）開 | 中環（交易廣場）開   | 中環（交易廣場）開       |
| 序號   | 車站名稱             | 位置                     | 序號               | 車站名稱             | 位置                     |
| ------ | -------------------- | ------------------------ | ------------------ | -------------------- | ------------------------ |
| 1      | 深灣                 | 深灣公共運輸交匯處       | 1                  | 中環（交易廣場）     | 中環（交易廣場）巴士總站 |
| 2      | 黃竹坑（南朗山）     | 南朗山道                 | 2                  | 大會堂               |                          |
| 3      | 南朗山道熟食市場     | 南朗山道                 | 3                  | 金鐘站               | 金鐘（東）公共運輸交匯處 |
| 4      | 業興街               | 黃竹坑道                 | 4                  | 軍器廠街             | 軒尼詩道                 |
| 5      | 香港仔隧道巴士轉乘站 | 黃竹坑道                 | 5                  | 修頓球場             | 莊士敦道                 |
| 6      | 立德里               | 摩理臣山道               | 6                  | 克街                 | 灣仔道                   |
| 7      | 北海中心             | 軒尼詩道                 | 7                  | 天樂里               | 灣仔道                   |
| 8      | 軒尼詩道官立小學     | 軒尼詩道                 | 8                  | 跑馬地馬場           | 摩理臣山道               |
| 9      | 修頓球場             | 軒尼詩道                 | 9                  | 香港仔隧道巴士轉乘站 | 黃竹坑道                 |
| 10     | 晏頓街               | 軒尼詩道                 | 10                 | 香港仔運動場         | 黃竹坑道                 |
| 11     | 太古廣場             | 金鐘道                   | 11                 | 業興街               | 黃竹坑道                 |
| 12     | 中銀大廈             | 金鐘道                   | 12                 | 南朗山道熟食市場     | 南朗山道                 |
| 13     | 畢打街               | 畢打街                   | 13                 | 陳白沙紀念中學       | 南朗山道                 |
| 14     | 中環（交易廣場）     | 中環（交易廣場）巴士總站 | 14                 | 深灣                 | 深灣公共運輸交匯處       |

## 客量
此路線的出現取替了71的地位，使來往黃竹坑及中區毋須乘搭較迂迴的前者。惟港鐵南港島綫通車後，不少黃竹坑居民改用鐵路往來灣仔、金鐘及中環，使此路線客量一蹶不振。南區區議員區諾軒於2017年1月3日指出，此路線客量較南港島綫通車前減少約40%乘客。運輸署指自南港島線通車後，本線的乘客量大幅下跌，由2015年11月每日平均約6,800人次下跌至2022年11月每日平均約2,200人次，跌幅接近70%。
2020年：最繁忙一小時內深灣方向及中環方向的載客率分別為54%及62%，非繁忙時間則分別為13至24%及4至24%。
2021年：最繁忙一小時內的載客率為61%。
2023年：最繁忙一小時內的載客率為53%，在非繁忙時間的平均載客率只有約15%（中環方向）及14%（深灣方向），最低一小時內的載客率更不足3%，因此被建議取消，後來則改為只於繁忙時間服務，於2023年9月11日生效。

## 外部連結
- 官方路線資料 （页面存档备份，存于）